# Aulacephala
Aulacephala es un género de moscas de la familia Tachinidae.

## Especies
- Aulacephala brevifacies(Villeneuve, 1914)
- Aulacephala hervei Bequaert, 1922
- Aulacephala maculithoraxMacquart, 1851